# Nova Alexandria
Nova Alexandria é um distrito do município brasileiro de Cândido Mota, no interior do estado de São Paulo.

## História

### Formação administrativa
- Pedido para criação do distrito através de processo que deu entrada na Assembléia Legislativa do Estado de São Paulo no ano de 1979, mas como não atendia os requisitos necessários exigidos por lei para tal finalidade o processo foi arquivado[3].
- Distrito criado pela Lei n° 3.198 de 23/12/1981, com sede no bairro denominado Patrimônio de Alexandria e com território desmembrado do distrito de Cândido Mota[4][5].

## Geografia

### Demografia

#### População urbana
| Crescimento população urbana | Crescimento população urbana | Crescimento população urbana | Crescimento população urbana |
| Censo                        | Pop.                         |                              | %±                           |
| ---------------------------- | ---------------------------- | ---------------------------- | ---------------------------- |
| 1991                         | 605                          |                              | —                            |
| 2000                         | 649                          |                              | 7,3%                         |
| 2010                         | 660                          |                              | 1,7%                         |
| Fonte: IBGE e Fundação SEADE |                              |                              |                              |

#### População total
Pelo Censo 2010 (IBGE) a população total do distrito era de 919 habitantes.

### Área territorial
A área territorial do distrito é de 80,652 km².

### Rodovias
Os principais acessos ao distrito são:
- Rodovia Raposo Tavares (SP-270)
- Rodovia Francisco Gabriel da Motta (SP-266)

## Serviços públicos

### Registro civil
Feito na sede do município, pois o distrito não possui Cartório de Registro Civil das Pessoas Naturais.

### Saneamento
O serviço de abastecimento de água é feito pelo Serviço Autônomo de Água e Esgoto (SAAE).

### Energia
A responsável pelo abastecimento de energia elétrica é a Energisa Sul-Sudeste, antiga Vale Paranapanema (distribuidora do grupo Rede Energia).

### Telecomunicações
O distrito era atendido pela Telecomunicações de São Paulo (TELESP), que inaugurou a central telefônica utilizada até os dias atuais. Em 1998 esta empresa foi vendida para a Telefônica, que em 2012 adotou a marca Vivo para suas operações.

## Atividades econômicas

### Indústrias
Está instalada no distrito a AGI Brasil, uma das principais empresas no Brasil na fabricação de equipamentos físicos e móveis para manuseio e armazenagem de granéis.

## Religião
O Cristianismo se faz presente no distrito da seguinte forma:

### Igreja Católica
- A igreja faz parte da Diocese de Assis[17].

### Igrejas Evangélicas
- Congregação Cristã no Brasil[18].
- Igreja Metodista no Brasil